# Sericomyrmex scrobifer
Sericomyrmex scrobifer är en myrart som beskrevs av Auguste-Henri Forel 1911. Sericomyrmex scrobifer ingår i släktet Sericomyrmex och familjen myror. Inga underarter finns listade i Catalogue of Life.